# Krull (groupe)
Pour les articles homonymes, voir Krull.
Krull est un groupe de hard rock et heavy metal espagnol, originaire de Las Palmas de Gran Canaria. Le groupe, formé en 1983, compte à son actif une démo, Acero Canario (1983), et quatre albums studio, Hasta el Límite (1988), Simplemente Fuerte (1992), Armas de Paz (1994), et Q-Arto (2011).
Ne doit pas être confondu avec le groupe de death metal progressif canadien, et le groupe death/thrash metal chilien du même nom.

## Biographie
Krull est formé en janvier 1983, par le chanteur Juanma Rodríguez. Cette même année, le groupe effectue sa première démo intitulée Acero Canario. Plus tard, en 1986, ils participent à la compilation Canarias Me Suena Volumen 1. En 1987, le guitariste Juan Manuel Garcia quitte le groupe, et est remplacé par Pedro Vallejo. En 1988, le groupe publie son premier album studio, Hasta el Límite, qui comprend plusieurs nouvelles chansons. 
En 1992, le groupe retourne en studio pour l'enregistrement d'un deuxième album intitulé Simplemente fuerte qui fait participer Rafa Santana. Il comprend des chansons comme Codo con codo et Corazón de medianoche. En 1994, sort le troisième album du groupe, Armas de Paz, produit par Antonio Miguel Pérez. Il fait participer Javier Santana Sosa, fils de Rafa Santana. L'album fait participer Juanma Rodríguez au chant, Juanma García et Fran Alonsoà la guitare, Javier González à la basse, Paco Santana à la batterie, et Rafa Santana aux claviers. En 1995, le groupe se sépare.
Après quinze ans de séparation, Krull se reforme et joue un concert en 2010 à la Sala Duke's de Gran Canaria. L'année suivante, en 011, le groupe sort un nouvel album intitulé Q-Arto,. Ils sont annoncés avec Esclavitud à l'Aguere Espacio Cultural le 3 novembre 2012

## Membres

### Membres actuels
- Juanma Rodriguez - chant
- Zack Monzón - guitare
- Fran Alonso - guitare
- Javier Gonzáles - basse
- Paco Santana - batterie
- Daniel Uche - claviers

### Anciens membres
- Gustavo Alonso - guitare
- Pedro Vallejo - guitare
- Juan Manuel Garcia - guitare
- Rafa Santana - claviers

## Discographie
- 1983 : Acero Canario (démo)
- 1988 : Hasta el Límite
- 1992 : Simplemente Fuerte
- 1994 : Armas de Paz
- 2011 : Q-Arto